# Свети Георги (Кипариси)
Вижте пояснителната страница за други значения на Свети Георги.
„Свети Георги“ (на гръцки: Ναός Αγίου Γεωργίου) е православна църква, разположена в гревенското село Кипариси (Бишово), Егейска Македония, Гърция. Част е от Сисанийската и Сятищка епархия на Вселенската патриаршия. Църквата е построена в 1867 година от камък. Известна е с дърворезбата си. Сградата е обявена за защитен паметник. Представлява трикорабна базилика с голям притвор. Интериорът е доминиран от красивия резбован иконостас, изработен в 1868 година от самаринския майстор Адам Христу Краяс. Камбанарията е дело на Георгиос Лазос Вранкас.